# ألكسندرو لو
ألكسندرو لو (بالرومانية: Alexandru Leu)‏ (4 مايو 1991 مولدوفا - ) هو لاعب كرة قدم مولدوفي، يلعب كلاعب وسط.

## مسيرته

### مسيرته مع المنتخبات الوطنية
- 2011 - 2012 لعب مع منتخب مولدوفا تحت 21 سنة لكرة القدم 5 مباريات.

### مسيرته مع الأندية
- 2009 - 2014 لعب مع FC Rapid Ghidighici [الإنجليزية]‏ 67 مباراة سجل خلالها 3 أهداف.

## روابط خارجية
- ألكسندرو لو على موقع قاعدة بيانات كرة القدم.إي يو (الإنجليزية)
- ألكسندرو لو على موقع ناشيونال فوتبول تيمز (الإنجليزية)
- ألكسندرو لو على موقع Soccerway.com (الإنجليزية)